# San Colombano al Lambro
San Colombano al Lambro (San Colomban al Lambor in dialetto locale) è un comune italiano di 7 474 abitanti della città metropolitana di Milano in Lombardia.

## Geografia fisica

### Territorio
San Colombano al Lambro è l'unica exclave della città metropolitana di Milano, posta fra le province di Lodi e di Pavia. Si trova sulla sponda destra del fiume Lambro, circa 22 chilometri a sud-est dal resto della suddetta città metropolitana.
La collina su cui sorge San Colombano è un'elevazione isolata che si innalza rispetto alla pianura Padana formata da materiali argillosi e calcarei di epoca pliocenica posti sotto ad uno strato di sedimenti di origine alluvionale. Il profilo della collina suggerisce che essa sia l'unica parte rimanente di un più esteso territorio collinare successivamente eroso a seguito dell'azione dei fiumi. La collina raggiunge un'elevazione massima di 147 m s.l.m.
Il comune è il principale centro di produzione del vino DOC omonimo, i cui vigneti sono sparsi anche nei territori adiacenti, facenti parte della provincia di Lodi, della provincia di Pavia e della città metropolitana di Milano.
Negli anni 2000, al fine di preservare il territorio, è stato istituito il Parco della Collina di San Colombano.

## Storia

Gli antichi statuti della città (Statuta communitatis Sancti Columbani et sue iurisdictionis, 1586)

Numerose tracce e reperti testimoniano un continuo popolamento dell'area fin dall'epoca preistorica.
Il monaco irlandese san Colombano, protetto da Agilulfo e Teodolinda, sovrani longobardi, durante il suo percorso verso Bobbio, dove fondò un illustre convento, si fermò qui lasciando il suo nome alla città.
Una vera organizzazione abitativa in centri urbani si colloca tuttavia a partire dal Mille. L'imperatore Corrado II aveva donato il territorio di San Colombano a Ariberto d'Intimiano che nel 1034 le donò a sua volta alla Chiesa milanese. Da quel momento la città fu sempre legata ai destini di Milano. Il centro aveva avuto origine dall'insediamento di abitanti trasferitisi da centri vicini e prese successivamente il nome dal monaco irlandese Colombano, futuro santo.
Quando il centro era ormai urbanisticamente assestato, e dotato di fortificazioni e di un castello, Federico Barbarossa lo distrusse, per poi farlo riedificare seguendo lo stile romano. Nel 1299 territorio e castello furono in possesso dei Visconti: in seguito, Bianca di Savoia, moglie di Galeazzo Visconti, pose la propria residenza nel castello e dotò il paese di propri Statuti.
Grande peso nella storia della città ebbe anche la presenza dei Certosini, che ne furono in un certo senso feudatari; contro di loro nel 1402 si ebbe una rivolta di popolo, esasperato dall'eccessivo peso delle tasse. Agli stessi monaci si devono importanti opere di bonifica del territorio; la loro presenza a San Colombano cessò nel 1782 con la loro soppressione da parte di Giuseppe II d'Austria.

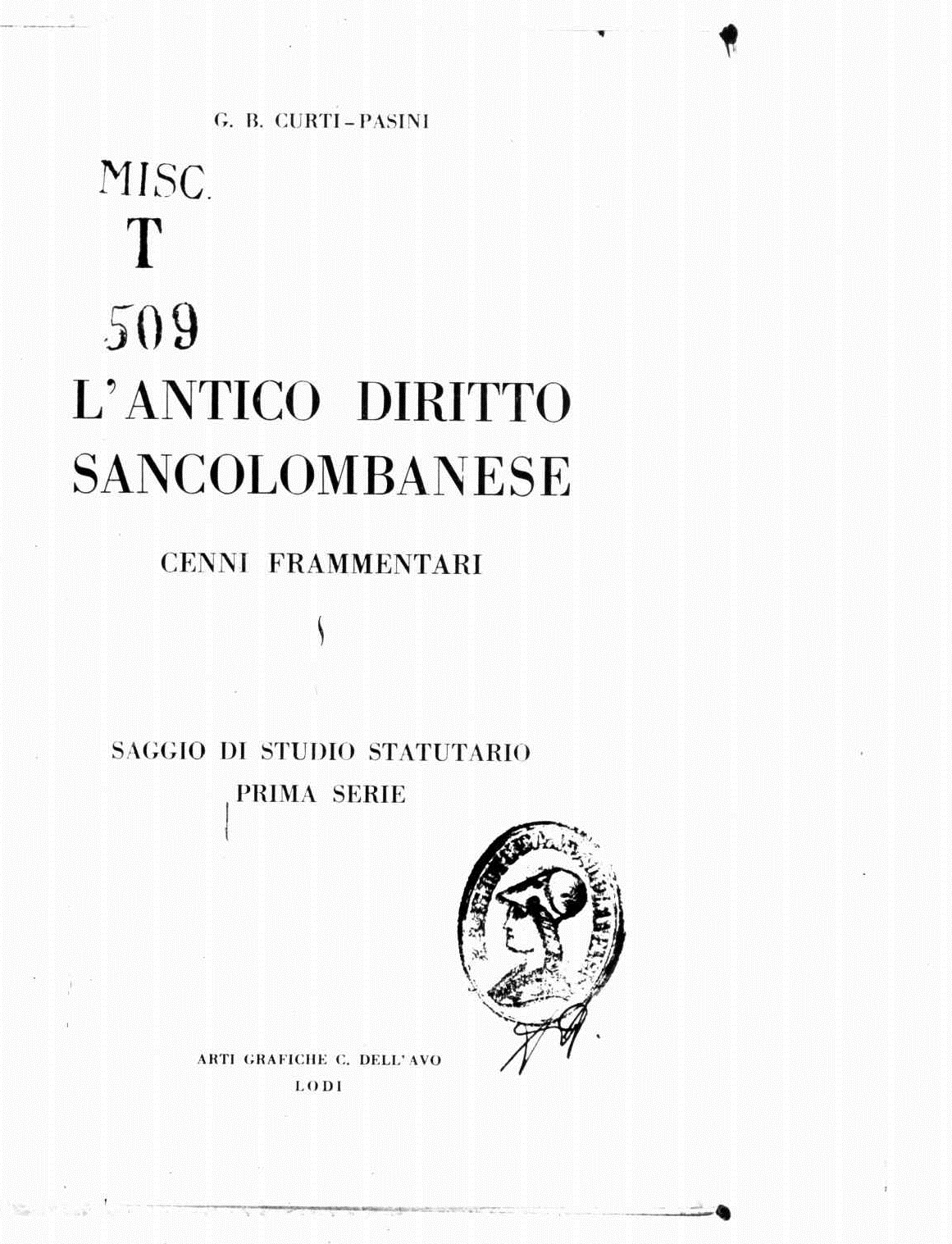
Giovanni Battista Curti Pasini, Antico diritto Sancolombanese, 1924

Il Comune fa parte dell'Associazione "Città del Vino".

### Simboli
Lo stemma è stato riconosciuto con decreto del capo del governo del 1º maggio 1926.
Una sua prima versione è datata al 1586, quando lo stampatore Tajetta di Lodi, l'avrebbe riprodotto sulla copertina di un volume che conteneva gli antichi statuti della città.
Il campo d'argento caricato della croce rossa testimonierebbe l'antica appartenenza della terra di San Colombano al distretto della città di Pavia, alla quale risulta fosse in quell'epoca aggregato il castello di questo comune. La rappresentazione della colomba sorante d'argento fu ideata dal poeta Francesco Petrarca, durante un suo soggiorno a Pavia, per il giovane Gian Galeazzo Visconti, al quale la madre Bianca di Savoia aveva lasciato in eredità l'intero possedimento di San Colombano. Il poeta si sarebbe ispirato, nella sua creazione, alla tradizionale iconografia del santo irlandese Colombano.
Il gonfalone, concesso con DPR del 16 maggio 1967, è un drappo troncato di rosso e di azzurro.

## Monumenti

### Chiesa parrocchiale di San Colombano

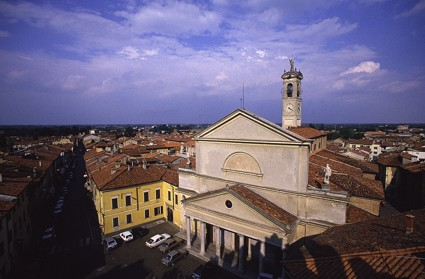
La chiesa parrocchiale

La chiesa parrocchiale ha origini antiche; il primo impianto, probabilmente un oratorio campestre dedicato a S. Colombano, risale all'epoca carolingia e fu eretto su beni di proprietà del monastero di Bobbio. Esso possedeva, però, una diversa ubicazione rispetto all'attuale: era infatti addossato al fossato del castello. Ciò dimostra che la chiesa esisteva prima del castello; in caso contrario sarebbe stata costruita a giusta distanza in modo da non ostacolare le operazioni militari.
L'infelice localizzazione e il fatto che la parrocchiale fosse "una giesa molto vegia, pizola in modo che no li po stare pur la mitade de lo populo ne le feste" spinse Bassino de Cipelli, rettore della chiesa e cappellano ducale, a inviare una supplica (conservata nell'Archivio di Stato di Milano), nel 1479, rivolta a Gian Galeazzo Sforza e a sua madre Bona di Savoia, signori del luogo.
In essa il rettore, rappresentando anche la volontà dei parrocchiani, chiedeva il permesso di poterla demolire per costruirne una più ampia in un terreno poco distante, laddove sorge l'attuale chiesa parrocchiale.
Il Cipelli ottenne dagli Sforza il permesso per la costruzione del nuovo edificio ecclesiastico; i lavori ebbero inizio il 18 maggio dell'anno 1479.
Per l'occasione, a causa delle scarse risorse economiche della comunità banina, venne smantellato il vecchio edificio e il materiale ricavato fu reimpiegato nella "nova fabrica", cosicché della costruzione primitiva non rimase alcuna vestigia.
Il nuovo edificio era rivolto a levante.
Infatti quando nel 1838 il prevosto Luigi Gallotta fece ampliare la chiesa, trasportando in avanti la facciata, vennero scoperte le fondazioni dell'edificio quattrocentesco, orientato in senso opposto, che dovette subire dunque un'ulteriore ricostruzione in età moderna, prima delle modifiche apportate dal parroco.
L'erezione del campanile, invece, risale al 1780 circa.
Internamente la chiesa presenta tre navate e cappelle laterali, fra le quali si può ammirare la cappella votiva detta "del Rosario", eretta dopo la pestilenza del 1630.
La chiesa ospita affreschi di Bernardino Campi (eseguiti tra il 1576 e il 1581 per la cappella di S. M. Maddalena, in Castello, e da essa asportati nel 1846), opere di Bernardino Lanzani, di Paolo Caravaggio e dipinti a olio dell'artista contemporaneo Felice Vannelli.
Il grande organo a canne è stato costruito nel 2008 dalla Fabbrica d'Organi Franz e Andrea Zanin di Camino al Tagliamento, riutilizzando materiale fonico del precedente organo monumentale del 1842, opera dell'organaro Adeodato Bossi-Urbani di Bergamo (1.189 canne, circa un terzo del totale di cui attualmente l'organo si compone).
Tre tastiere di 58 tasti (Do1-La5) e pedaliera di 30 (Do1-Fa3).
Registri azionati da manette ad incastro poste su più file ai lati dei manuali: a destra G.O. e Pedale; a sinistra Positivo ed Eco. Sotto le manette del Pedale sono presenti altre due manette corrispondenti al Clarone Bassi e al Corno Inglese Soprani appartenenti al G.O.
Trasmissione integralmente meccanica.

### Oratorio di San Rocco

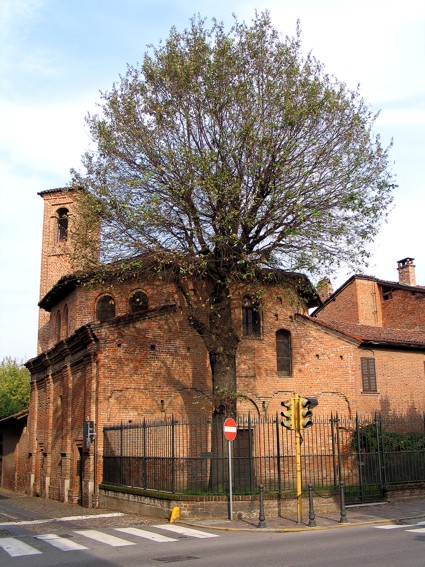
Oratorio di San Rocco

"Ornamento e decoro del Borgo": così l'ha definita lo storico locale Don Annibale Maestri.
La chiesa, edificata nel 1514 appena fuori le mura, sorse sulla direttrice mediana sud-nord, frontalmente alla porta ferrata, sul proseguimento della strada magistra per Lodi. La costruzione è attribuita agli architetti Giovanni Battagio e Giovanni Amadeo, ha pianta ottagonale ed è stata eretta in stile bramantesco. Interessante risulta la parte alta della fabbrica, di impostazione rinascimentale; internamente è sede del matroneo, le cui aperture bifore sono "impreziosite" da colonnine binate finemente tornite.
Nel corso di lavori di restauro dell'Oratorio, eseguiti durante gli anni sessanta del Novecento, vennero in luce, nell'altare di destra, sotto gli affreschi raffiguranti scene di vita di San Rocco, dipinti precedenti di San Giovanni Battista e di San Fermo e quattro porte antiche situate sui lati diagonali dell'ottagono (che furono restaurate con mattoni di recupero sagomati a mano.
Nella cappella dell'altare maggiore, poi, fu riaperta una piccola finestra circolare, con ciò ripristinando l'aspetto primitivo della piccola abside.
Al termine dei lavori la chiesa fu riaperta al pubblico nel 1961, nella festa di Pentecoste. La costruzione, anche se incompleta, è monumento nazionale. Dal 1700 è proprietà dei Signori Sterza. Successivamente Sterza-Riccardi. Da circa due secoli l'Oratorio viene aperto al pubblico il 16 di agosto, festa di San Rocco, al mattino per la celebrazione della Messa e la sera per la Benedizione solenne con esposizione della reliquia del Santo.

### Chiesa di San Francesco

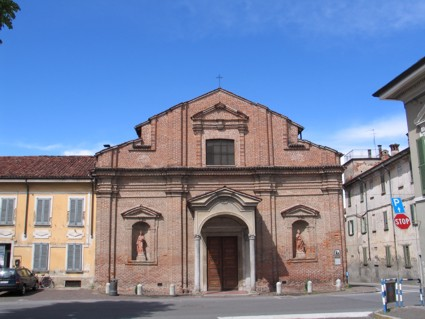
Chiesa di San Francesco

L'opera è stata eretta nel 1499 circa sulla sponda sinistra della Rugia Nuova; si trovava in posizione leggermente esterna alle mura del Borgo, immersa nel verde.
Nel 1623 fu ampliata e la parte retrostante adattata per farne un piccolo monastero dei frati Minori Osservanti. Nel 1664 fu trasformata in un complesso di clausura; tale rimase sino al 1811 per poi passare al clero locale.
L'impostazione architettonica della facciata, con il frontone indicante l'inclinazione del tetto, richiama lo stile lombardo-romanico; il pronao d'ingresso ne completa le caratteristiche rinascimentali.

### Chiesa di San Giovanni

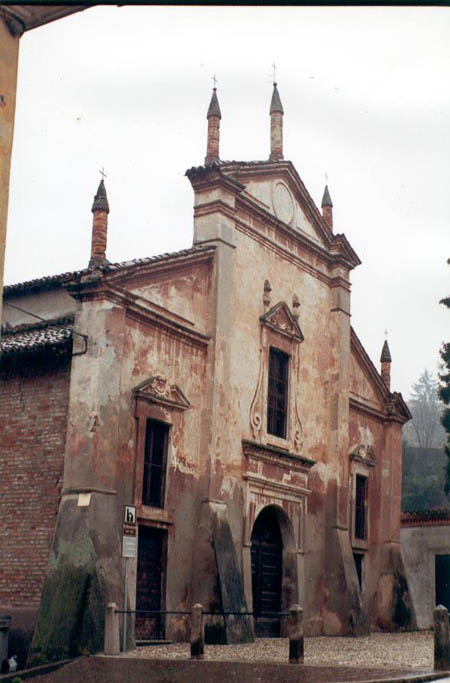
Chiesa di San Giovanni

Nel 1510 fu edificato l'ospedale e fu consacrata la chiesa di San Giovanni Battista.
Il complesso era lambito dal "cavo colatore" o "sonator", che alimentava il fossato sul lato est del Borgo bastionato.
Inizialmente fu proprietà dei Terziari francescani, poi divenne convento di S. Antonio.
Fra il 1714 e il 1751 si susseguirono lavori di ampliamento.
Nel 1782 la chiesa fu soggetta a espropri e a diverse destinazioni.
In quell'anno l'imperatore Giuseppe II d'Austria pose fine all'uso conventuale del luogo e lo affidò al clero locale.
Nonostante varie trasformazioni apportate nei secoli, la facciata ha mantenuto l'impostazione originaria.
Notevoli opere di ristrutturazione e restauro hanno riportato alla luce, all'interno della chiesa, pregevoli stucchi d'epoca barocca e intarsi marmorei di fattura tardoromanica.

### Il Portone

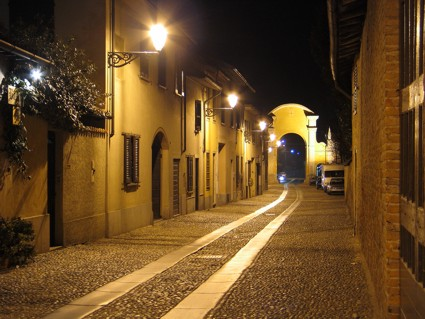
Il portone

Fu costruito nel 1691 per volere dei Certosini a ricordo di un privilegio concesso dal re di Spagna Carlo II, che onorò S. Colombano del titolo araldico di Borgo insigne.
La prima pietra del "Portone di Borgoratto sulla strada per Lodi" (sua denominazione originaria) fu posata il 27 luglio dal Priore del Monastero, Giovanni Abbiate.
Come da progetto iniziale, doveva essere questo l'origine di un nuovo muro di circonvallazione che chiudesse tutta la borgata e la rendesse più insigne, ma i lavori vennero in seguito sospesi e il Borgo rimase aperto.
Sotto il pilastro dell'arco, a destra di chi esce dal paese, furono murate una pergamena portante la data 27 luglio 1691, il nome di Giovanni Abbiate e una moneta d'argento con l'immagine di S.M. Cattolica Carlo II di Spagna.
Dopo i restauri effettuati nel 1927, sull'arco vennero apposte queste parole:
Questa porta
del Borgo dichiarato insigne
da Carlo II Re di Spagna
aperta al respiro sereno di Lombardia
il Comune restaurava
votandola come casalingo arco di gloria
al trionfo delle armi italiane
MDCXCI MCMXXVII
Un ulteriore intervento di restauro risale agli anni ottanta del secolo scorso.

### La casa di Don Carlo Gnocchi

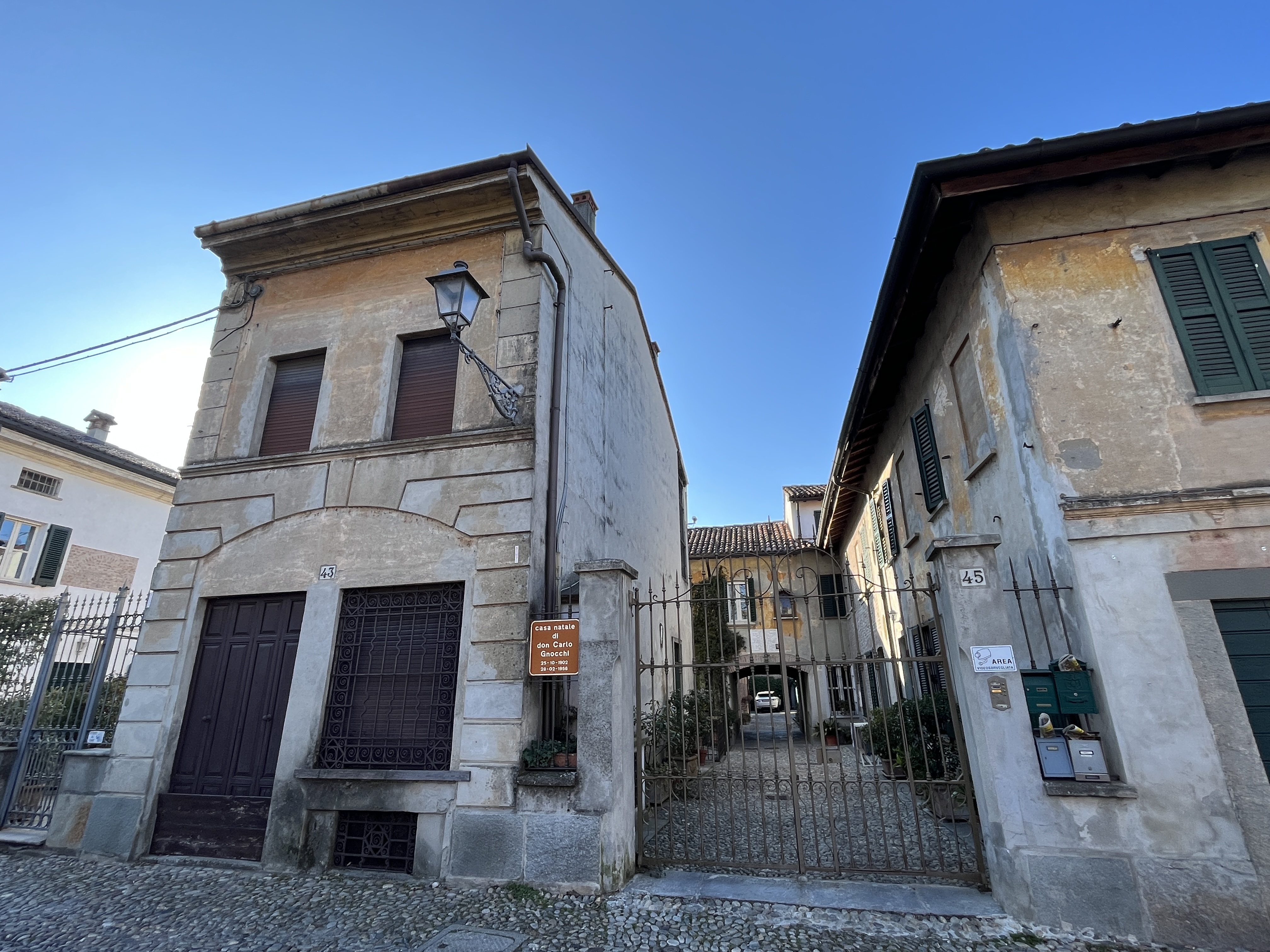
Casa di Don Gnocchi

Don Carlo Gnocchi, fondatore della Pro Juventute e dell'infanzia mutilata e abbandonata, nacque a San Colombano, il 25 ottobre 1902.
Sulla sua casa natale, sita in via Vittoria, una lapide lo ricorda con queste parole:
In questa casa il 25 ottobre 1902
Ebbe i natali
Il Sac. Don Carlo Gnocchi
Alle eroiche benemerenze di guerra
nel ministero sacerdotale
fece seguire in pace
costante e feconda attività di bene
Agli orfani dei suoi Alpini caduti,
ai mutilatini, ai poliomielitici
volse il palpito generoso del suo nobile cuore
dando asili ospitali
Il mondo ammirato lo chiamò
Padre dell'infanzia mutilata
La terra che gli fu culla
Orgogliosa e grata
Ne tramanda ai posteri la sacra memoria

### Monumenti ed edifici storici minori
Altri monumenti di San Colombano al Lambro sono:
- Palazzo Patigno, palazzo del nobile Baldassarre Patigno. Municipio, sede della biblioteca civica, dell'archivio storico e del museo paleontologico e archeologico Virginio Caccia.
- Lazzaretto, edificio a pianta ottagonale con portico è stato costruito in memoria della peste del 1630.
- Villa Valbissera, villa padronale secentesca facente un tempo parte di una cascina, dotata di una chiesetta.

## Società

### Evoluzione demografica
Abitanti censiti

### Etnie e minoranze straniere
Al 1º gennaio 2021 gli stranieri residenti nel comune di San Colombano al Lambro in totale sono 718 e rappresentano il 9,9% della popolazione residente. Tra le nazionalità più rappresentate troviamo:
| Paese          | Popolazione (2021) |
| -------------- | ------------------ |
| Romania        | 197                |
| Albania        | 98                 |
| Egitto         | 64                 |
| Tunisia        | 49                 |
| Marocco        | 47                 |
| Ucraina        | 33                 |
| India          | 33                 |
| Nigeria        | 22                 |
| Ecuador        | 20                 |
| Perù           | 18                 |
| Costa d'Avorio | 16                 |
| Bulgaria       | 13                 |
| Camerun        | 10                 |

## Geografia antropica
Secondo l'Istat, il territorio comunale comprende il centro abitato di San Colombano al Lambro, le frazioni di Mariotto e Cascina Venezia, e le località di Belfuggito, Costa Cornaggia, Costa dei Grossi, Madonna dei Monti, Mostiola e Statale Mantovana.

## Cultura

### Istruzione

#### Scuole
Sul territorio comunale è presente una scuola primaria, intitolata a Enrico Toti, una scuola secondaria di primo grado intitolata a Carlo Gnocchi, una scuola dell'infanzia statale,intitolata alla Principessa Maddalena di Belgioioso, una scuola d'infanzia paritaria ("Asilo Rosalinda") e un asilo nido.

#### Biblioteche
La biblioteca comunale dispone di un patrimonio di oltre 11.000 documenti e fa parte del Sistema Bibliotecario "Culture Biblioteche in rete", che permette di consultare il catalogo online.

#### Musei
Il Museo Paleontologico e Archeologico “Virginio Caccia” istituito nel 1979 e con sede all'interno del palazzo del comune di San Colombano organizza visite guidate ogni prima domenica del mese da aprile a ottobre.

### Media

#### Stampa
Il Borgo Notizie, giornale mensile di San Colombano al Lambro, ma con notizie dei borghi lodigiani e pavesi, è nato nel 1982 ed è stato chiuso nel mese di gennaio 2010, dopo 28 anni.

#### Radio
Radio Eco Studio 88 emittente radiofonica privata fondata da Gianni Giordano, nata nei primi giorni di aprile 1980 chiusa nel mese di maggio 1995, dopo 15 anni.

### Arte
Bernardino Lanzani nasce a San Colombano attorno al 1460. A lui è intitolato un palazzo nel borgo.
Bassano Vaccarini pittore e scultore lodigiano nasce a San Colombano nel 1914. Poco conosciuto “in patria”, come altri artisti lodigiani, emigra in Brasile in cerca del successo artistico e diventa notissimo in Brasile, a Ribeirao Preto e a San Paolo.
La "Gioconda" è un'associazione artistico culturale non-profit attiva nel Borgo Insigne che si impegna a portare arte e creatività nel territorio mediante l’organizzazione di convegni, dibattiti, conferenze, corsi di aggiornamento professionale di disegno, pittura, recitazione, restauro, fotografia e animazione.

### Musica
Il borgo di San Colombano negli ultimi decenni è stato molto legato al mondo della musica tanto che il "Canguro" è stato uno dei più importanti locali di musica live d'Italia, una vera e propria icona della musica rock e metal fino ai primi anni 2000. Un locale cult, all'avanguardia per quanto riguarda la qualità acustica di quel tempo, che negli anni Novanta ospitò il debutto italiano dei Blur e dei Radiohead, ma non solo. Su quel palco nel 1994 si esibirono anche i Cranberries di Dolores O' Riordan e il 27 ottobre del 1995 ci fu un concerto dei Foo Fighters, di cui su Youtube si può ritrovare un video live di scarsa qualità, ma dal grande impatto emotivo per il ritorno sulle scene di Dave Grohl (un tempo batterista dei Nirvana, tornato a suonare dopo il suicidio di Kurt Cobain). Il Canguro fu anche il palco dei Noir Desir, rock alternativo francese, e dei Sepultura, la band heavy metal brasiliana.
A San Colombano vive Gianluca Grignani, che da una ventina d'anni è proprietario di una villa situata sulle colline.
Nello stesso borgo si trasferirà anche Alberto Radius negli ultimi anni di vita.
Nel comune di San Colombano è presente una banda folcloristica che da più di 130 rallegra gli eventi del paese con la sua esibizione.

### Eventi

#### La sagra dell'uva
Negli anni cinquanta del secolo scorso, più precisamente nel 1957, la quarta domenica del mese di settembre venne dedicata al prodotto "principe" della collina: il vino.
Con il patrocinio della provincia di Milano nacque la Sagra Provinciale dell'Uva insieme al concorso delle "Margotte di uva", le prime sfilate di carri allegorici e la rassegna di vini tipici. La giornata di festa è dedicata alle famiglie, ai bambini e naturalmente agli appassionati di enologia che accorrono numerosissimi, anche i più giovani, attratti dalla sfilata di Carri Allegorici animati, realizzati per celebrare l’uva e il vino di San Colombano. A completare la sagra sono presenti degustazioni dell’unico vino doc del Milanese e di piatti tipici, mercatini, mostre d’arte, fuochi d’artificio e musica dal vivo che movimentano il centro del borgo in festa.
Il clou della festa è la sfilata dei carri allegorici ispirati sempre al tema del vino, ideati e allestiti da giovani del comune che ogni anno si sfidano con allegorie dedicate alla coltivazione del vino e alla vendemmia.
Nel 2017 è stata festeggiata la sessantesima edizione della sagra, che da anni viene effettuata alla quarta domenica di settembre. In caso di pioggia la festa viene rimandata alla domenica successiva.
Negli ultimi anni la sagra è diventata a pagamento per far fronte alle spese di creazione dei carri allegorici che le compagnie devono sostenere; ma nonostante questo ogni anno sempre più turisti, oltre 20.000, raggiungono il borgo dalle province di Milano, Lodi, Piacenza e Pavia.

#### Il Guiderdone
A San Colombano, il secondo weekend di settembre, rivive il Medioevo. La manifestazione è la rievocazione storica dell’assalto al Castello da parte dei Banini nel settembre del 1402, alla morte di Gian Galeazzo I Visconti, Duca di Milano. Dal 1992 il paese è stato suddiviso in otto rioni (Imperiale, Borgoratto, Mombrione, Campasso, Lazzaretto, Regone, Fontanelle, Campagna) che si sfidano in diverse prove. Comprende eventi a partire dal sabato sera con spettacoli di danza medievale e giocoleria, e prosegue la domenica con corteo storico e sbandieratori, falconeria reale e figuranti in costume, un villaggio medievale nel castello, il torneo degli arcieri e della giostra medievale per assegnare al Rione Banino vincitore “la Cingolina”, un trofeo bronzeo che rievoca una delle torri del Castello, premio simbolo dell’evento.

#### La festa delle ciliegie e delle erbe spontanee
Si festeggia l'ultima domenica di maggio e vengono preparati piatti con le erbe spontanee della collina, inoltre si possono gustare le ciliegie caratteristiche della zona ed assaggiare il vino nuovo. È poi è possibile visitare il mercatino hobbistico e partecipare a eventi musicali.

#### La sagra della Maddalena
La sagra della Maddalena cade nella terza domenica di luglio e fino a non molti anni fa si protraeva il giorno seguente con la tradizionale fiera del bestiame e delle macchine agricole in esposizione lungo tutta la via IV Novembre.
Oggi sopravvive solo per la fiera che in questa settimana allieta i banini con le sue attrazioni.
Eppure si tratta di una festa ricca di significato storico: insieme alla festa patronale di S. Colombano è la festa di più antica istituzione.
Infatti se ne trova menzione già nel 1374, negli Statuti Sancolombanesi.
Sin da allora, in occasione del "festum Mariae Magdalenae" si sospendeva ogni atto giudiziario civile ed era vietato il lavoro non solo nel capoluogo, ma anche in tutta la giurisdizione del vicariato.
La festa celebrava la Patrona dell'ordine religioso dei Certosini, presenti nel Borgo per più di 400 anni.
Nel 1645, poi, fu accordato loro il diritto di Fiera nella festa della Maddalena.
Alla soppressione dell'ordine certosino tale diritto, come pure tutti i beni di loro proprietà, passarono allo Stato, nella persona del principe Ludovico Belgiojoso.

#### La festa del Cristo
La festa detta "del Cristo" ricorre la terza domenica di settembre ed è legata alla devozione dei banini verso il Crocefisso.
Questa pregevole scultura lignea (collocata nella chiesa Parrocchiale), già menzionata in atti del 1588, veniva portata in processione dai banini in occasione di guerre, carestie, pestilenze, ma anche per invocare piogge o sereno, o per scongiurare le intemperie che minacciavano i raccolti.
In onore del Crocifisso il prevosto Ciserani volle erigere una cappella (denominata poi cappella del Sacro Cuore). Essa fu inaugurata il 15 settembre 1703.
Il giorno seguente, domenica 16 settembre, terza domenica del mese, al termine di una solenne processione, il Crocefisso fu collocato nella nicchia della cappella sopracitata.
Da allora la festa del Cristo fu celebrata nel borgo in tono sempre più elevato, anche perché veniva a coincidere con l'inizio della vendemmia.

## Economia
Nell'economia locale l'agricoltura riveste un ruolo decisamente importante: si coltivano cereali, foraggi, ortaggi, viti e frutteti.
Il tessuto industriale è limitato per via della conformazione del territorio, che si trova tra il parco della Collina di San Colombano e il fiume Lambro. Le aziende principali operano nei comparti meccanico, edile e del mobile. L'unica logistica del paese si trova presso la frazione Mariotto.
Il settore terziario è composto da una buona rete commerciale e dell'insieme dei servizi, che comprendono, accanto a quelli amministrativi e scolastici, il servizio bancario, farmaceutico e assicurativo. Il territorio comunale presenta tra le strutture sociali numerose strutture ricettive che offrono possibilità di ristorazione; come ad esempio le numerose aziende agricole presenti nel territorio collinare; e possibilità di soggiorno, vista la vocazione turistica del borgo. Sono presenti inoltre una casa di riposo, un centro socio educativo e un ospedale psichiatrico.

## Infrastrutture e trasporti
Il comune è attraversato dalla strada provinciale ex strada statale 234 Codognese, che collega le città di Pavia e Cremona.
Da San Colombano hanno inoltre origine la strada provinciale 23 per Lodi e la strada provinciale 19 per Sant'Angelo Lodigiano.
Il trasporto pubblico è effettuato da autolinee interurbane gestite dalla società STAR Mobility. Sono presenti 13 diverse fermate a seconda della tratta ed il paese è ben collegato con Milano e Lodi, oltre ad un collegamento in orari scolastici per le città di Casalpusterlengo e Codogno.
Sono presenti servizi scolastici urbani gestiti dal Comune quali bus e pedibus.
Nei pressi del fiume Lambro è presente un depuratore per il trattamento delle acque reflue gestito dal Gruppo CAP.

## Amministrazione
Segue un elenco delle amministrazioni locali.
| Periodo | Periodo   | Primo cittadino        | Partito                                                     | Carica  | Note   |
| ------- | --------- | ---------------------- | ----------------------------------------------------------- | ------- | ------ |
| 1945    | 1946      | Gian Battista Luè      |                                                             | Sindaco |        |
| 1946    | 1951      | Giuseppe Oppizio       |                                                             | Sindaco |        |
| 1951    | 1956      | Ermenegildo Benzoni    |                                                             | Sindaco |        |
| 1956    | 1964      | Angelo Fedeli          |                                                             | Sindaco |        |
| 1964    | 1975      | Alberto Giovanelli     | Democrazia Cristiana                                        | Sindaco |        |
| 1975    | 1980      | Giuseppe Pietrasanta   | Democrazia Cristiana                                        | Sindaco |        |
| 1980    | 1990      | Alberto Giovanelli     | Democrazia Cristiana                                        | Sindaco | [ 23 ] |
| 1990    | 2004      | Giancarlo Rugginenti   | Democrazia Cristiana poi PDL                                | Sindaco | [ 23 ] |
| 2004    | 2014      | Gian Luigi Panigada    | PDL - Lega Nord                                             | Sindaco | [ 23 ] |
| 2014    | 2019      | Pasquale Luigi Belloni | Lista civica - Rinascita Banina                             | Sindaco | [ 23 ] |
| 2019    | 2024      | Giovanni Cesari        | Lista civica di centro-destra - San Colombano Per Te        | Sindaco | [ 23 ] |
| 2024    | in carica | Alessandro Granata     | Lista civica di centro-destra - San Colombano Per Il Domani | Sindaco | [ 23 ] |

## Sport

### Calcio
Il maggior club calcistico comunale è il Sancolombano; fondato nel 1970, ha disputato 11 stagioni in Serie D.
Altra squadra calcistica comunale è l'Oratorio San Colombano, fondato nel 1997 e partecipante ai campionati CSI.

### Tennis
Il San Colombano Tennis, nato nel 1953, ha raggiunto come massima categoria la Serie B.

### Ciclismo
A San Colombano il 13 settembre 1966 muore, all'età di 80 anni, Clemente Canepari, ciclista professionista dal 1906 al 1927. Originario di Pieve Porto Morone, dal 1913 detiene il record della fuga solitaria più lunga del Giro d'Italia (238 chilometri).

### Podismo
A San Colombano è presente il gruppo podistico Runner's Park. Costituito nel 2005, ha tra le proprie finalità la promozione dell'attività sportiva e la valorizzazione dei sentieri collinari.

### Scherma
A San Colombano si trasferisce Franco Riccardi, Campione Olimpico di spada 1928, 1932, 1936. Alla fine degli anni '40 decide di trasformare quella che, fino ad allora, era stata una passione di famiglia in un'attività imprenditoriale e fonda l’Azienda Nettare dei Santi, tutt'ora in gestione ai suoi eredi.

### Altri sport
Altre società sportive sono la SPES per la pallavolo, l'Airone per la ginnastica, Vi.va Danza, Borgo Insigne Danza, San Colombano Basket, Boxing Styles Academy e Karate Do e Scuola di ballo.